# Hinckley and Bosworth
Hinckley and Bosworth è un distretto con status di borough del Leicestershire, Inghilterra, Regno Unito, con sede a Hinckley.
Il distretto fu creato con il Local Government Act 1972, il 1º aprile 1974 dalla fusione dei distretti urbani di Hinckley e Bosworth.

## Parrocchie civili
Le parrocchie del distretto, che non coprono l'area del capoluogo, sono:
- Barwell
- Bagworth and Thornton
- Barlestone
- Burbage
- Cadeby
- Carlton
- Desford
- Earl Shilton (città)
- Groby
- Higham on the Hill
- Market Bosworth
- Markfield
- Nailstone
- Newbold Verdon
- Osbaston
- Peckleton
- Ratby
- Shackerstone
- Sheepy
- Stanton-under-Bardon
- Stoke Golding
- Sutton Cheney
- Twycross
- Witherley